# Gustav Frederik Dahl
 Der er flere personer med dette navn, se Gustav Dahl.
Gustav Frederik Dahl (født 27. november 2000 i Helsinge) er en cykelrytter fra Danmark, der er på kontrakt hos Team Give Steel-2M Cycling Elite.